# Kadimakara
Kadimakara is een geslacht van uitgestorven vroege archosauromorfe reptielen uit de Arcadia-formatie van Queensland, Australië. Het was blijkbaar een zeer naaste verwant van Prolacerta, een carnivoor reptiel met een tamelijk lange nek. De geslachtsnaam Kadimakara verwijst naar prehistorische wezens uit Aboriginal-mythen die mogelijk zijn geïnspireerd door de megafauna uit de ijstijd. De soortaanduiding  australiensis heeft betrekking op het feit dat het in Australië werd gevonden. Prolacerta en Kadimakara waren nauw verwant aan de Archosauriformes, een succesvolle groep die archosauriërs omvat zoals krokodilachtigen, pterosauriërs en dinosauriërs.

## Beschrijving
Kadimakara was ongeveer half zo groot als zijn grotere verwant Prolacerta, maar was verder vrij gelijk in bouw afgaande op de structuur van zijn bewaarde schedelbeenderen.

### Holotype
De achterkant van de schedel, zoals aanwezig bij het holotype-exemplaar, bewaart verschillende botten van het schedeldak, met name de wandbeenderen die het bovenoppervlak van de schedel vormen achter de ogen. Deze gepaarde botten waren doosachtig van vorm en maakten contact met elkaar op de middenlijn van de schedel. In het midden van hun beennaad (contactlijn) was een gat dat bekend staat als een foramen pineale, dat bij sommige moderne reptielen een sensorische structuur bevat die in de volksmond bekend staat als een 'derde oog'. Direct achter dit gat was een rechthoekig verlaagd botgebied, bekend als een mediane fossa. Deze mediane fossa is het belangrijkste kenmerk dat kan worden gebruikt om Kadimakara te onderscheiden van zijn naaste verwant Prolacerta, die ofwel dit specifieke verlaagde gebied mist of het hele achterste deel van de schedel iets verlaagd heeft, afhankelijk van het individu. Direct boven de ogen lagen een paar botten bekend als de voorhoofdsbeenderen; slechts een klein deel van deze botten werd bewaard in het Kadimakara-holotype. Men kan echter zien dat het bewaarde gedeelte zich uitstrekt langs de buitenranden van de wandbeenderen. Dit betekent dat deze wandbeenderen een wigvormige vorm hadden van bovenaf gezien, en dat ze zich naar voren uitstrekten tot aan het niveau van de oogkassen. Kadimakara mist ook postparietalia, extra botten die zich vormen uit het achterste deel van de wandbeenderen bij veel verschillende soorten archosauromorfen. Al deze pariëtale kenmerken worden ook gedeeld door Prolacerta, en hun aanwezigheid (of het ontbreken daarvan) verbindt Kadimakara met dat geslacht in de Prolacertidae. Een klein, wigachtig bot dat bekend staat als een postfrontale vormde de bovenste achterste hoek van de oogkas.
De buitenrand van elk wandbeen komt in contact met een groot gat aan elke kant van het schedeldak. Deze gaten staan bekend als de bovenste slaapvensters. De buitenrand van elk gat werd gevormd door een meertakkig bot, hoewel de identiteit van dit bot controversieel is. De oorspronkelijke beschrijver van Kadimakara, Alan Bartholomai, beschouwde het als een postorbitaal bot dat de achterrand vormt van een ongewoon langwerpige oogkas. In 2016 herinterpreteerde Martin Ezcurra het bot als een complexe voorwaartse verlenging van het squamosum. Deze herinterpretatie betekent dat de oogkas een rondere en veel minder ongebruikelijke vorm had dan die van Bartholomai's oorspronkelijke reconstructie, omdat het eigenlijke postorbitale bot verder naar voren op de schedel was geplaatst. Helaas is het postorbitale grotendeels verloren gegaan, met slechts een klein stukje bot dat nog in het specimen aanwezig is. Niettemin kan worden gezien dat deze postorbitale strook contact maakt met een bovenste slaapvenster, waarbij het bewaarde postfrontale van de rand van het venster wordt gedrongen.
Deze herinterpretatie heeft verschillende implicaties voor botidentificaties in de rest van de schedel. Het ventrale uitsteeksel (onderste tak) van het squamosum, dat zich uitstrekt tot aan het wanggebied van de schedel, maakt contact met een kleiner halvemaanvormig bot nabij het kaakgewricht. Volgens Bartholomai's interpretatie was dit bot een fragment van het jukbeen, maar Ezcurra herinterpreteerde het als een riemachtig quadratojugaal bot, dat zich in de buurt van het kaakgewricht bevond. Ongeacht deze interpretaties, zou de achterste tak van het jukbeen niet lang genoeg zijn geweest om het onderste slaapvenster te omsluiten. Het onderste slaapvenster (de fenestra infratemporalis) was typisch een groot gat aan de zijkant van de schedel, hoewel het bij veel lepidosauriërs (de groep reptielen met hagedissen, slangen en de brughagedissen) niet volledig van onderen was omsloten en ook bij een paar archosauromorfen (zoals Prolacerta en Kadimakara). Bij deze reptielen kreeg het onderste slaapvenster een boogachtige vorm. Het Kadimakara-holotype heeft ook fragmenten van de hersenpan en het achterste deel van het verhemelte bewaard. Het achterste deel van de ondiepe onderkaak werd ook bewaard.

### Toegewezen snuit
Aangezien niet definitief is bewezen dat dit exemplaar tot Kadimakara behoort, zijn veel van zijn kenmerken niet noodzakelijk van toepassing op het geslacht. De verwijzing naar Kadimakara is echter waarschijnlijk legitiem vanwege het feit dat de snuitbeenderen sterk lijken op die van Prolacerta. Het bovenkaaksbeen (het belangrijkste tanddragende bot van de snuit) was bedekt met ondiepe lengtegroeven, maar had verder een conventioneel ontwerp, met een groot hoofdlichaam en een wigachtige tak die zich naar achteren uitstrekte om contact te maken met het jukbeenbot. In het bovenkaaksbeen zijn ook verschillende tanden bewaard gebleven. Deze tanden zijn scherp, gebogen en overdwars afgeplat, wat aangeeft dat Kadimakara een carnivoor reptiel was. De tanden zijn in diepe holtes geplaatst maar op verschillende plaatsen met het kaakbot versmolten. De achterrand van het bovenkaaksbeen is duidelijk verbonden met een kleiner bot dat bekend staat als een traanbeen, dat de voorrand van de oogkas vormt. De bovenzijde van de snuit werd gevormd door een paar grote botten die bekend staan als de neusbeenderen en die vermoedelijk contact maakten met de voorhoofdsbeenderen in een gebied dat niet bewaard is gebleven. Het middelste deel van de ondiepe onderkaak werd ook bewaard, inclusief tanden vergelijkbaar met die van het bovenkaaksbeen.

## Ontdekking
Kadimakara is alleen bekend van delen van de schedel. Het holotype-exemplaar QMF 6710 omvat het achterste deel van de schedel en een fragment van de rechteronderkaak. Dit exemplaar werd halverwege de jaren 1970 gevonden op L78, een fossielenvindplaats tweeënzeventig kilometer ten zuidwesten van Rolleston, Queensland. De geologie van deze locatie behoort tot de Rewan-groep van de Neder-Arcadia-formatie, die ook af en toe in status is verheven tot zijn eigen formatie, de Rewan-formatie. De Rewan-formatie komt overeen met het Indien aan het begin van het Trias, ongeveer 251 miljoen jaar geleden, toen het leven zich pas begon te herstellen van de Perm-Trias-massa-extinctie.
Een aanvullend exemplaar werd ook gevonden op dezelfde vindplaats, hoewel niet in anatomisch verband met het holotype. Dit exemplaar QMF 6676 bestond uit een deel van de snuit en onderkaak. Geen van de botten bewaard in dit exemplaar overlapt met die bewaard in het holotype. Daardoor kan niet definitief worden bewezen dat ze allebei tot Kadimakara behoorden. Ze missen echter ook kenmerken die niet verenigbaar zijn en zouden weerleggen dat ze tot hetzelfde taxon behoren. Net als andere dieren die in de Rewan-formatie werden bewaard, waren de overblijfselen van Kadimakara bedekt met een korst hard ijzerhoudend hematiet en moesten ze zorgvuldig worden geprepareerd met thioglycolzuur.

## Classificatie
De classificatie van Kadimakara en Prolacerta is in het verleden veel herzien. De oorspronkelijke beschrijving van Bartholomai werd gepubliceerd op een moment dat Prolacerta een belangrijke analyse onderging. Vóór het midden van de jaren 1970 werd aangenomen dat Prolacerta een eosuchiër was, de voorouder van alle moderne reptielen. Een analyse van Chris Gow uit 1975 gaf echter een meer specifieke uitleg, met het argument dat de tanden van Prolacerta (en Kadimakara, zoals Bartholomai opmerkt) bijzonder vergelijkbaar waren met die van thecodonten, een groep carnivore reptielen die nu bekend staat als archosauromorfen. Latere studies gepubliceerd in de late jaren 1970, 1980 en 1990 ondersteunden deze interpretatie, met Bartholomai's beschrijving uit 1979 van Kadimakara als een van de vroegste om Gow's bewering te ondersteunen.
In de loop van de tijd heeft cladistisch werk de groep Thecodontia verfijnd en herzien, en vervangen door de meer goed gedefinieerde groep Archosauromorpha, die verwijst naar alle reptielen die dichter bij krokodillen en dinosauriërs staan dan bij hagedissen en andere lepidosauriërs. Tijdens deze overgang werden Kadimakara en Prolacerta in een groep gehouden die bekend staat als Prolacertiformes, die andere langhalzige vroege archosauromorfen zoals Protorosaurus, Macrocnemus en Tanystropheus bevatte.
Dit veranderde in 1998, toen uit een onderzoek van David Dilkes bleek dat Prolacertiformes een polyfyletische groep was, bestaande uit verschillende reptielen die slechts in de verte aan elkaar verwant waren. Het meest opvallend was dat Prolacerta nauwer verwant was aan de geavanceerde Archosauriformes in plaats van Protorosaurus en andere basale archosauromorfen met lange nek (gezamenlijk protorosauriërs genoemd). Helaas werd Kadimakara weggelaten uit deze analyse, evenals eerdere analyses die gericht waren op Prolacertiformes, zoals Nour-Eddine Jalils beschrijving van Jesairosaurus uit 1997. De redenering achter deze omissies houdt voornamelijk verband met de onvolledigheid van het materiaal van Kadimakara. Als gevolg hiervan was het onbekend of Kadimakara legitiem een naaste verwant van Prolacerta was of gewoon een niet-verwante basale archosauromorf die er onjuist mee verbonden was, zoals het geval is met de protorosauriërs. Deze onzekerheid werd nog groter toen verschillende onderzoeken aan het eind van de jaren 2000 beweerden dat Kadimakara gewoon een paar verkeerd geïdentificeerde exemplaren van Prolacerta betrof.
Kadimakara werd uiteindelijk opgenomen in fylogenetische analyses in 2016 tijdens Martin Ezcurra's brede studie over archosauromorfen. Bovendien herbeschreef en herinterpreteerde Ezcurra het geslacht en kon hij bewijs vinden dat het in feite niet synoniem was aan Prolacerta. Zijn studie omvatte drie verschillende fylogenetische analyses. Analyse een had alleen betrekking op holotypen van bemonsterde reptielen, analyse twee had betrekking op alle bekende exemplaren (een compleet hypodigma), en analyse drie was identiek aan analyse twee, behalve dat enkele fragmentarische taxa werden uitgesloten. Vanwege de onzekerheid over de legitimiteit van de genoemde snuit, kreeg Kadimakara eigenlijk twee verschillende specimina. Eén specimen bestond alleen uit het holotype, terwijl het andere specimen zowel uit het holotype als de bovenvermelde toegewezen snuit bestond. Als gevolg hiervan omvatte analyse één alleen het holotype-specimen, terwijl analyses twee en drie alleen het (holotype + snuit) specimen bevatten. In elk van de drie analyses werd Kadimakara geplaatst als het zustertaxon van Prolacerta, waarbij deze twee geslachten de Prolacertidae vormen, gepositioneerd in de buurt van Archosauriformes zoals Dilkes (1998) en andere studies eerder claimden.